# الموجي (إب)

تعديل مصدري - تعديل

الموجي محلة تابعة لقرية الاكامى، التابعة لعزلة ريمان بمديرية إب إحدى مديريات محافظة إب في الجمهورية اليمنية.، بلغ تعداد سكانها 79 حسب تعداد اليمن لعام 2004.